# Alchemilla polessica
Alchemilla polessica — вид рослин з родини розових (Rosaceae), поширений у Білорусі та Росії (західно-європейська частина).

## Поширення
Поширений у Білорусі та Росії (околиці міста Орел, а також Калузька область).